# 北諸県郡

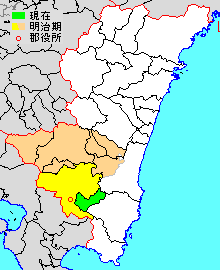
宮崎県北諸県郡の位置（緑：三股町）

北諸県郡（きたもろかたぐん）は、宮崎県の郡。
人口25,229人、面積110.02km²、人口密度229人/km²。（2025年2月1日、推計人口）
以下の1町を含む。
- 三股町（みまたちょう）

## 郡域
1884年（明治17年）に西諸県郡・東諸県郡を分割した当時の郡域は、上記1町に都城市を加えた区域にあたる。

## 歴史

### 郡発足までの沿革
- 明治初年時点では全域が薩摩鹿児島藩領であった。「旧高旧領取調帳」に記載されている、諸県郡のうち後の本郡域の明治初年時点での村は以下の通り[1]。（41村）
  - 都城郷 - 安永村、横市村、上水流村、西岳村、野々美谷村、下水流村、岩満村、丸谷村、山田村、中霧島村、五十町分村、宮丸村、川東村、郡元村、上長飯村、下長飯村、梅北村、金田村、高木村、豊満村、安久村、宮村、長田村
  - 勝岡郷 - 樺山村、蓼池村、餅原村
  - 山之口郷 - 山之口村、花木村、富吉村
  - 高城郷 - 東霧島村、大井手村、桜木村、穂満坊村、石山村、有水村、四家村
  - 高崎郷 - 大牟田村、前田村、縄瀬村
  - 野尻郷（一部） - 笛水村、江平村
- 明治3年（1870年） - 五十町分村が改称して五十町村となる。
- 明治4年
  - 7月14日（1871年8月29日） - 廃藩置県により鹿児島県の管轄となる。
  - 11月14日（1871年12月25日） - 第1次府県統合により、後の北諸県郡域のうち野尻郷が美々津県、残部が都城県の管轄となる。
  - 町畠村が帖村に合併。
- 明治5年5月15日（1872年6月20日） - 後の北諸県郡域の全域が都城県の管轄となる。
- 明治6年（1873年）1月15日 - 全域が宮崎県（第1次）の管轄となる。
- 明治9年（1876年）8月21日 - 第2次府県統合により鹿児島県の管轄となる。
- 明治12年（1879年）2月17日 - 郡区町村編制法の鹿児島県での施行により、行政区画としての諸県郡が発足。郡役所が都城に設置。

### 郡発足以降の沿革
- 明治16年（1883年）5月9日[要検証 – ノート] - 宮崎県（第2次）が発足し、諸県郡のうち同県に所属する区域をもって北諸県郡が発足。
- 明治17年（1884年）1月26日 - 細野村ほか45村の区域をもって西諸県郡が、高岡町ほか3町31村の区域をもって東諸県郡がそれぞれ発足し、郡より離脱。本郡単独の郡役所が都城に設置。

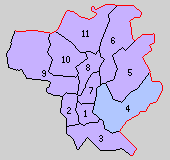
1.都城町 2.五十市村 3.中郷村 4.三股村 5.山之口村 6.高城村 7.沖水村 8.志和池村 9.庄内村 10.山田村 11.高崎村（紫：都城市 青：合併なし）

- 明治22年（1889年）5月1日 - 町村制の施行により、以下の町村が発足。特記以外は全域が現・都城市。（1町10村）
  - 都城町 ← 宮丸村、下長飯村、上長飯村、西町[2]、上町[3]、中町[3]、下町[3]
  - 五十市村 ← 横市村、五十町村
  - 中郷村 ← 梅北村、安久村、豊満村
  - 三股村 ← 宮村、樺山村、長田村、餅原村、蓼池村（現・三股町）
  - 山之口村 ← 富吉村、花木村、山之口村
  - 高城村 ← 大井手村、桜木村、穂満坊村、石山村、有水村、四家村、高城町[4]
  - 沖水村 ← 高木村、金田村、川東村、郡元村
  - 志和池村 ← 岩満村、丸谷村、野々美谷村、上水流村、下水流村
  - 庄内村 ← 安永村、西岳村
  - 山田村 ← 山田村、中霧島村
  - 高崎村 ← 東霧島村、笛水村、江平村、前田村、縄瀬村、大牟田村
- 明治24年（1891年）7月4日 - 庄内村の一部（西岳）が分立して西岳村が発足。（1町11村）
- 明治30年（1897年）4月1日 - 郡制を施行。
- 大正12年（1923年）4月1日 - 郡会が廃止。郡役所は存続。
- 大正13年（1924年）
  - 4月1日 - 都城町が市制施行して都城市となり、郡より離脱。（11村）
  - 5月15日 - 庄内村が町制施行して庄内町となる。（1町10村）
- 大正15年（1926年）7月1日 - 郡役所が廃止。以降は地域区分名称となる。
- 昭和9年（1934年）2月11日 - 高城村が町制施行して高城町となる。（2町9村）
- 昭和11年（1936年）5月20日 - 沖水村・五十市村が都城市に編入。（2町7村）
- 昭和15年（1940年）2月11日 - 高崎村が町制施行して高崎町となる。（3町6村）
- 昭和23年（1948年）5月2日 - 三股村が町制施行して三股町となる。（4町5村）
- 昭和24年（1949年）5月1日 - 高城町が志和池村水流の一部を編入。
- 昭和28年（1953年）1月15日 - 山田村が町制施行して山田町となる。（5町4村）
- 昭和31年（1956年）7月15日 - 庄内町・西岳村が合併して荘内町が発足。（5町3村）
- 昭和32年（1957年）3月1日 - 志和池村が都城市に編入。（5町2村）
- 昭和39年（1964年）11月3日 - 山之口村が町制施行して山之口町となる。（6町1村）
- 昭和40年（1965年）4月1日 - 荘内町が都城市に編入。（5町1村）
- 昭和42年（1967年）3月3日 - 中郷村が都城市に編入。（5町）
- 平成18年（2006年）1月1日 - 山之口町・高城町・山田町・高崎町が都城市と合併し、改めて都城市が発足、郡より離脱。（1町）

### 平成の大合併
- 平成15年（2003年）
  - 1月 - 北諸県郡下全五町による「北諸地域任意合併協議会」設置
  - 3月 - 合併重点支援地域に指定される。
  - 5月 - 合併協議会に都城市がオブザーバー参加。
  - 12月 - 三股町が合併協議会からの離脱を表明。
- 平成16年（2004年）
  - 2月 - 「都城北諸合併協議会」（法定合併協議会）設立。
  - 7月 - 新市名を「都城市」とすることが決定。
  - 11月 - 現在の北諸県郡四町に合併特例法に基づく地域自治区を合併後6年間設ける旨決定。
- 平成17年（2005年）2月 - 合併協定調印式
- 平成18年（2006年）1月 - 合併

### 変遷表
| 明治22年以前 | 明治22年5月1日 | 明治22年 - 昭和19年          | 昭和20年 - 昭和29年  | 昭和30年 - 昭和64年         | 昭和30年 - 昭和64年         | 平成1年 - 現在        | 現在   |
| ------------ | -------------- | ---------------------------- | -------------------- | --------------------------- | --------------------------- | --------------------- | ------ |
|              | 三股村         | 三股村                       | 昭和23年5月3日 町制  | 三股町                      | 三股町                      | 三股町                | 三股町 |
|              | 都城町         | 大正13年4月1日 市制          | 都城市               | 都城市                      | 都城市                      | 平成18年1月1日 都城市 | 都城市 |
|              | 五十市村       | 昭和11年5月20日 都城市に編入 | 都城市               | 都城市                      | 都城市                      | 平成18年1月1日 都城市 | 都城市 |
|              | 沖水村         | 昭和11年5月20日 都城市に編入 | 都城市               | 都城市                      | 都城市                      | 平成18年1月1日 都城市 | 都城市 |
|              | 志和池村       | 志和池村                     | 志和池村             | 昭和32年3月1日 都城市に編入 | 都城市                      | 平成18年1月1日 都城市 | 都城市 |
|              | 中郷村         | 中郷村                       | 中郷村               | 中郷村                      | 昭和42年3月3日 都城市に編入 | 平成18年1月1日 都城市 | 都城市 |
|              | 庄内村         | 大正13年5月15日 町制         | 庄内町               | 昭和31年7月15日 荘内町      | 昭和40年4月1日 都城市に編入 | 平成18年1月1日 都城市 | 都城市 |
|              | 庄内村         | 明治24年7月4日 西岳村        | 西岳村               | 昭和31年7月15日 荘内町      | 昭和40年4月1日 都城市に編入 | 平成18年1月1日 都城市 | 都城市 |
|              | 高城村         | 昭和9年2月11日 町制          | 高城町               | 高城町                      | 高城町                      | 平成18年1月1日 都城市 | 都城市 |
|              | 山之口村       | 山之口村                     | 山之口村             | 昭和39年11月3日 町制        | 昭和39年11月3日 町制        | 平成18年1月1日 都城市 | 都城市 |
|              | 高崎村         | 昭和15年2月11日 町制         | 高崎町               | 高崎町                      | 高崎町                      | 平成18年1月1日 都城市 | 都城市 |
|              | 山田村         | 山田村                       | 昭和28年1月15日 町制 | 山田町                      | 山田町                      | 平成18年1月1日 都城市 | 都城市 |

## 行政
歴代郡長
| 代 | 氏名 | 就任年月日               | 退任年月日                | 備考                   |
| -- | ---- | ------------------------ | ------------------------- | ---------------------- |
| 1  |      | 明治16年（1883年）5月9日 |                           |                        |
|    |      |                          | 大正15年（1926年）6月30日 | 郡役所廃止により、廃官 |